# Walther Kirn
Walther Kirn (* 12. Juni 1891 in Mühlen am Neckar; † 9. September 1944 in Bruchsal) war Landwirt und deutscher Politiker der NSDAP. Von 1937 bis 1940 war er als NSDAP-Kreisleiter von Donaueschingen tätig, von 1940 bis 1942 als Kreisleiter von Rappoltsweiler im besetzten Elsass. Hier beteiligte er sich am größten Korruptionsskandal während der Besetzung des Elsass. 1943 wurde er dafür vom Sondergericht Straßburg als Volksschädling zu neun Jahren Zuchthaus verurteilt.

## Leben

### Schule, Ausbildung und Kriegsdienst
Walther Kirn wuchs als Sohn eines evangelischen Pfarrers in Mühlen am Neckar auf. Er besuchte die Volks- und Lateinschule in Horb am Neckar und das Eberhard-Ludwigs-Gymnasium Stuttgart, an dem er 1909 das Abitur bestand.  Nach einjährigem Militärdienst nahm er 1911 das Studium an der Landwirtschaftlichen Hochschule Hohenheim auf, das er nach einem Semester unterbrach. 1912 leistete er ein landwirtschaftliches Praktikum auf Schloss Eschenau. 1914 heiratete er Hedwig Bubeck, die Tochter des Guts- und Schlossbesitzers Erwin Bubeck. Den Ersten Weltkrieg verbrachte Kirn ab 1914 als Offizier an der West- und ab 1917 an der Ostfront. Beim deutschen Truppenabzug aus der Ukraine geriet er im März 1919 in französische Internierung, aus der er im Sommer 1919 entlassen wurde.

### Gescheiterter Unternehmer in der Weimarer Republik
Im Herbst 1920 starb Kirns erste Ehefrau Hedwig. Zwei Monate später ging er erneut eine Ehe mit der Fabrikantentochter Therese Thürlings ein. Das Ehepaar musste Schloss Eschenau verlassen und zu Kirns Eltern ziehen. Es lebte zunächst von Thereses Mitgift, bis Kirn 1921 eine Stelle als Filialleiter beim Milchversorgungsverband Württemberg-Hohenzollern in Freudenstadt fand. Eine 1922 erfolgte Existenzgründung endete 1924 mit zwei Konkursen und Verlusten in Höhe von 130.000 Mark für die Gläubiger. 1927 starb Kirns erster Schwiegervater Erwin Bubeck. Kirn kaufte mit dem Erlös aus dem Erbe seiner Kinder das Landwirtschaftsgut Königshof in Deisendorf am Bodensee. 1939 musste er das Anwesen trotz einer 1936 erfolgten Entschuldung mit großem Verlust verkaufen. Seine Gläubiger büßten dabei 41.000 RM ein. Ursachen des erneuten Scheiterns waren Misswirtschaft und ein üppiger Lebensstil.

### Parteikarriere während der NS-Zeit
Kirn trat zum 1. Dezember 1931 in die NSDAP ein (Mitgliedsnummer 730.165). Er wurde Ortsgruppenleiter von Deisendorf und Kreis-Jungbauernführer von Überlingen. Die regionale NS-Presse rühmte ihn später als einen der Männer, „die als erste in der Kampfzeit in dem als ‚Domäne des Zentrums‘ bekannten Bezirk Ueberlingen der Idee des Führers zum Durchbruch verhalfen.“ Seinen 1932 geborenen Sohn nannte Kirn „Hitler Ernst Walter“ mit Vornamen. Im Oktober 1933 wurde Walther Kirn vom Badischen Innenminister Karl Pflaumer zum Bürgermeister von Salem (Baden) ernannt. Kirn genoss die Protektion des badischen NSDAP-Landtagsabgeordneten und Überlinger Kreisleiters Gustav Robert Oexle, der ihn nach seiner eigenen Berufung in den Stab von Rudolf Heß 1935 zu seinem Adjutanten machte. Zum 1. Oktober 1937 ernannte Gauleiter Robert Wagner Kirn zum NSDAP-Kreisleiter von Donaueschingen. In der Nomenklatura der ehemaligen fürstlichen Residenzstadt genoss Kirn einen zweifelhaften Ruf als „Parvenue“, den ständig Geldsorgen plagten. Seine Mitarbeiter warfen ihm nach 1945 eine selbstherrliche Amtsführung und wahrheitswidrige Auskünfte über die fachliche und politische Zuverlässigkeit von überprüften Bürgern gegenüber der NSDAP-Gauleitung vor.

### Größter Korruptionsskandal im besetzten Elsass
Nach der Besetzung des Elsass wurde Kirn von Gauleiter Robert Wagner zum NSDAP-Kreisleiter von Rappoltsweiler (heute: Ribeauville) ernannt. Zusammen mit seinem Parteigenossen, dem SS-Obersturmführer Julius Karg, der von Wagner zum Landkommissar von Rappoltsweiler (heute: Ribeauville)  berufen wurde, errichtete er ein System schwarzer Kassen, das sich vor allem aus dem herrenlos gewordenen jüdischen Vermögen speiste, aber auch weitere Geldquellen von rassisch und politisch verfolgten Personen veruntreute. Karg baute eine Inkasso-Abteilung auf, die Beuteobjekte aus der näheren Umgebung verwaltete, darunter das Stofflager von Arthur Schwartz aus Markirch, das 35.000 laufende Meter umfasste, den exquisiten Weinkeller des Fabrikanten Carl Schlumberger sowie große Stofflager und Inventar von Lucie Heimendinger. Dabei setzten sich Karg und Kirn über die Regelungen hinweg, dass das beschlagnahmte Vermögen dem Reich zustehe. Stattdessen bereicherten sie sich und ihre Komplizen.
Nach späterer Einschätzung der Justizbehörden haben sich Kirns und Kargs Raubzüge „im ganzen Kreis Rappoltsweiler stimmungsmäßig für das Ansehen des Deutschen Reiches und der NSDAP. verheerend ausgewirkt.“ Kirn wurde im April 1942 von Gauleiter Robert Wagner eilends aus der Schusslinie genommen und als NSDAP-Stabsleiter von Ruthenien in den Osten versetzt. Kirn hinterließ rund 25.000 Mark Schulden in Rappoltsweiler, für die die badische NSDAP später aufkommen musste.

### Als Volksschädling vom Sondergericht Straßburg zu neun Jahren Zuchthaus verurteilt
Robert Wagners Versuch, den Korruptionsskandal nicht öffentlich werden zu lassen, scheiterte an mehreren Strafanzeigen gegen Kirn aus Rappoltsweiler. Im Oktober 1942 wurden Kirn und Karg verhaftet und vor dem Sondergericht Straßburg angeklagt. Kurt Kaul, der Höhere SS- und Polizeiführer Südwest, rechnete mit der Todesstrafe, doch teilte während des Prozesses der Befehlshaber der Sicherheitspolizei und des SD für Straßburg-Elsaß Hans Fischer dem Anklagevertreter mit, „dass der Gauleiter nicht mehr die Todesstrafe, sondern eine sehr hohe Gefängnisstrafe verlange“. Das mit den NS-Richtern Ernst Rudolf Huber, Georg Dahm und Friedrich Neidhard besetzte Sondergericht Straßburg verurteilte Kirn am 20. April 1943 als Volksschädling wegen Anstiftung zur Untreue zu neun Jahren Zuchthaus. Das Gericht attestierte ihm eine weitgehend einwandfreie Lebensführung, die nur durch die sexuelle Abhängigkeit von seiner 24 Jahre jüngeren Geliebten aus den Fugen geraten sei. Kirns Komplize Karg erhielt 12 Jahre Zuchthaus. Beide Täter kamen mit dem Leben davon, weil es sich nach Ansicht des Gerichts „ja in der Hauptsache um beschlagnahmtes jüdisches Vermögen handelte. [...] Die Hemmungen, sich an derartigen Vermögen zu vergreifen und zu bereichern, sind aus nahe liegenden Gründen nicht so groß.“
Kirn trat seine Strafe im Zuchthaus von Bruchsal an. Gauleiter Wagner versuchte bereits im Herbst 1943, Kirn die Haft zu ersparen und ihm Gelegenheit zur „Frontbewährung“ zu geben. Das Oberkommando der Wehrmacht hielt es jedoch für verfrüht, Kirn in ein Strafbataillon für „Wehrunwürdige“ zu stecken. Ende Juni 1944 gab Reichsführer SS Heinrich Himmler grünes Licht. Ernst Kaltenbrunner, der Leiter des Reichssicherheitshauptamts teilte dem Reichsjustizministerium im Juni 1944 mit, bei der Beurteilung Kirns müsse „die ganze damals im Elsass herrschende Atmosphäre, deren Opfer er letzten Endes geworden ist, zu berücksichtigen sein. Es herrschte dort zu jener Zeit die Auffassung, dass es sich bei den zahlreichen von Ausgewiesenen herrührenden Vermögenswerten um herrenloses Gut oder eine Art Beutegut handele, an dem man sich bereichern könne, ohne je zu schaden oder sich gar strafbar zu machen.“  Kaltenbrunners Absicht, Kirn in eine Sonderformation der Waffen-SS zu stecken, scheiterte im Herbst 1944 an dessen Herztod im Zuchthaus von Bruchsal.

### Familie
Walther Kirns Bruder Otto (1900–?) leitete die NSDAP-Ortsgruppe Mennwangen am Bodensee, dessen Ehefrau Betty (1905–?) stand dort der NS-Frauenschaft vor. Walthers Schwester Gertrud (1889–1976) war verehelicht mit dem Eigentümer der Überlinger Münsterapotheke Paul Hähnle (1877–1925). Dieser war ein Sohn des Reichstagsabgeordneten und Inhabers der Vereinigten Filzfabriken in Giengen, Hans Haehnle und dessen Ehefrau Lina Hähnle, der Gründerin und langjährigen Vorsitzenden des Bundes für Vogelschutz (BfV).